# 阿拉丁 (1992年电影)
《阿拉丁》是一部由華特迪士尼製作、於1992年首次上映的電腦動畫電影。它是第31部華特迪士尼經典動畫長片，也是迪士尼文藝復興的第四部作品。其故事內容改編自於阿拉伯的民間故事《一千零一夜》中的《阿拉丁與神燈》。該部電影由約翰·馬斯克和 羅恩·克萊門茨執導，配音陣容包含了史考特·溫格、羅賓·威廉斯、琳達·拉金、喬納森·弗里曼、法蘭克·維爾克、吉尔伯特·戈特弗里德以及道格拉斯·希爾等人。
作詞家霍華德·愛許曼首先提出了有關這部電影的想法，而劇本必須先通過三次草案審核才能經由當時迪士尼的總理傑弗瑞·卡森伯格准許開始製作。參與這部電影的動畫家將其設計基於諷刺畫家阿爾·赫希菲爾德的作品上，而在這部電影中，電腦則被用來處理顏色以及製作一些動畫的元素。另外，這部電影的配樂則是由亞倫·孟肯譜寫，其中六首是有歌詞的，而其作詞家除了亞倫本人以外還有蒂姆·賴斯。他們兩人則是因為霍華·艾許曼在電影的製作期間往生，所以才來接替他的工作。
《阿拉丁》於1992年11月25日正式上映，在西方國家普遍獲得了正面的評價。不過，有一些人士對這部電影有負面評論，認為它錯誤地展示阿拉伯文化。它也是1992年票房最高的電影，在美國國內獲得了約2.17億美元，以及全世界約5.04億美元的票房收入。這部電影同時也獲得了許多的獎項，並憑藉其配樂獲得了兩項奧斯卡獎，《阿拉丁》的成功使得之後延伸出了許多的產品，包括兩部以錄影帶首映方式發行的電影：《賈方復仇記》和《阿拉丁和大盜之王》、動畫影集、玩具、電子遊戲以及多種和電影相關的產品。

## 劇情
賈方（Jafar）是阿格拉巴（Agrabah）王國蘇丹王的大維齊爾，他想要進入一個魔法洞穴，因為那個洞穴中有一個住著精靈的神燈。不過，他和他那隻會說話的鸚鵡艾格（Iago）發現，只有隱喻中「未經琢磨的鑽石」（the diamond in the rough）或其同伴能夠進入這個洞穴。
蘇丹的女兒茉莉公主（Princess Jasmine）對於她飽受束縛的生活感到很無聊，於是逃出了皇宮，跑到阿格拉巴的市街上散心。在那裏，她碰到了一位街童阿拉丁（Aladdin）以及他的寵物猴子阿布（Abu）。賈方在得知阿拉丁就是那位「未經琢磨的鑽石」後，就將他給抓了起來。茉莉公主命令他釋放阿拉丁，但賈方卻騙她說阿拉丁已經死了。
賈方假扮成一個老人，把阿拉丁從監牢中釋放後帶著他到了洞穴中。洞穴中的一個魔毯帶著他們找到了神燈，而當初洞穴的入口告訴他們除了神燈以外什麼都不要碰，但是在阿拉丁拿到了神燈後，阿布就想要偷取洞穴中的一個紅寶石，因而造成了這個洞穴的崩塌。賈方原本打算在拿到神燈後就把阿拉丁殺掉的，但是阿布卻咬了賈方的手，搶走了神燈後逃往了出口。後來，在洞穴崩塌後，阿拉丁醒了過來，發現自己還沒離開洞穴，於是召喚了神燈中的精靈。
精靈（Genie）告訴阿拉丁，他能實現阿拉丁的三個願望，而阿拉丁卻告訴精靈，他希望能夠在不使用自己的願望為前提下離開這個洞穴。當精靈正在考慮是否要答應阿拉丁時，阿拉丁就問了精靈他的想法。精靈說，由於他長期都受困在這個神燈中，於是希望阿拉丁能夠用他的其中一個願望許願讓精靈能夠離開這個神燈。阿拉丁答應了，於是精靈就帶他們離開了洞穴，阿拉丁也使用了他的第一個願望：成為一個有錢有勢的王子，阿布則變成一頭象，如此就可以和茉莉公主結婚了。
賈方想要欺騙蘇丹，讓他把茉莉公主嫁給自己，好潛入皇宮殺害公主和蘇丹，這樣自己就能夠統治整個阿格拉巴。但是，他的計畫卻被突然出現的阿拉丁給打斷了。阿拉丁突然跑進了皇宮中，並說到自己是「阿里王子」（Prince Ali），但是茉莉公主卻不理他，以為他是外面進來搗亂的小丑。那天晚上，茉莉公主又碰到了阿拉丁，而阿拉丁使用魔毯帶著茉莉公主環遊了世界一周，此時，茉莉公主才發現，原來這個阿里王子其實就是那天在市集中碰到的街童阿拉丁。而阿拉丁則编造了一個故事，說自己常常為了要逃離皇宮的生活，而扮成一個普通人到市集上遊蕩。後來，阿拉丁就將茉莉公主送回了她的皇宮，兩人也親吻了。
在送茉莉公主回到了她的皇宮後，阿拉丁卻被賈方給捉住了，他命令守衛將阿拉丁綁起來並丟到海裡。阿拉丁召喚出精靈並因此得救，因此用了第二個願望。阿拉丁回到了皇宮，並和茉莉公主以及蘇丹說了賈方邪惡的計畫，而他們兩個都感到很驚訝。賈方這時終於明白了阿里王子的身分，於是就逃離了皇宮。蘇丹在聽到阿拉丁勇敢的事蹟之後，就決定將自己的王位傳給阿拉丁。這時，阿拉丁就決定要等到有機會許願釋放了精靈以後再接受這個王位。後來，艾格卻偷走了神燈，把它交給了賈方，而賈方使用了第一、二個願望：成為蘇丹以及一個強大的魔法師，並把阿拉丁送到了一個一片冰雪之中。
阿拉丁使用魔毯回到了阿格拉巴，而在茉莉公主分散賈方的注意力時打算偷走神燈。不過，賈方發現了阿拉丁，並攻擊他。賈方說自己是「世界上最強大的人」，但阿拉丁卻提醒他，再怎麼強大都沒有精靈厲害，因為精靈能夠做出任何事情。於是，賈方就用了他的第三個願望：成為一個精靈。但是，賈方卻忘記，一旦成為精靈，就會被束縛在神燈中，必須要被召喚出來才能夠獲得自由。後來，阿拉丁就將賈方收回了他的新神燈中，連艾格也一起被吸進去了。精靈很快的就將賈方的神燈丟進了當初找到神燈的洞穴中。
阿拉丁最後終於許了願，讓精靈能夠重獲自由，精靈为此感到很驚喜和高興。而茉莉公主深愛著阿拉丁，於是蘇丹就更改了規定，讓茉莉公主可以嫁給阿拉丁，茉莉公主也和阿拉丁訂婚。而精靈也離開了阿格拉巴，前去環遊世界。

## 配音员
| 配音                            | 配音                | 配音                | 配音     | 角色                        | 备注 |
| 美國                            | 台灣                | 香港                | 中國大陸 | 角色                        | 备注 |
| ------------------------------- | ------------------- | ------------------- | -------- | --------------------------- | --- |
| 史考特·维勒爾 布萊德·卡尼（唱） | 李勇 黃卓穎（唱）   | 劉昭文 潘奇發（唱） | 赵乾景   | 阿拉丁（Aladdin）           | 「未經琢磨的鑽石」（the diamond in the rough） 暱稱「阿里」（ Ali）並向精靈許願變成「阿里王子」（Prince Ali） |
| 羅賓·威廉斯                     | 杜德勳 吴大维（唱） | 陶贊新              | 吴磊     | 精靈（Genie）               | 镇尼 |
| 琳達·拉金 莉亞·莎隆嘉（唱）     | 王華怡 马玉芬（唱） | 黃麗芳 陳美鳳（唱） | 陶典     | 茉莉（Princess Jasmine）    | 阿格拉巴（Agrabah）王國的公主                                                                                 |
| 喬納森·弗萊曼                   | 陳明陽 丁達明（唱） | 盧國雄              | 陈玉珠   | 賈方（Jafar）               | 大維齊爾，中了阿拉丁的計成為一個精靈，被束縛在神燈中                                                          |
| 法蘭克·威爾克                   | 使用原音            | 使用原音            | 使用原音 | 阿布（Abu）                 | 阿拉丁的宠物猴子                                                                                              |
| 法蘭克·威爾克                   | 使用原音            | 使用原音            | 使用原音 | 拉嘉（Rajah）               | 茉莉的巨大宠物老虎                                                                                            |
| 吉尔伯特·戈特弗里德             | 姜先誠              | 龍天生              |          | 艾格（Iago）                | 賈方的宠物鸚鵡                                                                                                |
| 道格拉斯·希爾                   | 佟紹宗              | 甄錦華              | 倪康     | 蘇丹（The Sultan）          | 阿格拉巴（Agrabah）王國的國王                                                                                 |
| 吉姆·康明斯                     | 沈光平              |                     |          | 拉索（Razoul）              | |
| 查理·艾德勒                     | 沈光平              |                     |          | 葛辛（Gazeem）              | |
| 康尼·伯頓                       | 姜先誠              | 馮永和              |          | 阿比德王子（Prince Achmed） | |
| 羅賓·威廉斯 布魯斯·阿德勒（唱） | 杜德勳 馮翊綱（唱） | 詹瑞文 陳奕迅（唱） |          | 小贩（Merchant）            | |

## 歌曲
台灣
〈天方夜譚〉 演唱:曾靜娟、馮翊綱

〈我是你的伴侶〉 演唱:曾靜娟、吳大維 
〈阿里王子〉 演唱:曾靜娟、吳大維 

〈輕鬆一下〉 演唱:曾靜娟、黃卓穎

〈看這世界〉 演唱:曾靜娟、黃卓穎、馬玉芬 （页面存档备份，存于）

〈冒牌王子〉 演唱:曾靜娟、丁達明
遠采影音工作室
〈萍水相逢〉 演唱:周華健、陳淑樺、黃建昌、鮑比達
米地錄音室 白金錄音室
DISNEY CHARACTER VOICES INTERNATIONAL

## 製作

### 劇本及開發
1988年時，作詞家霍華·艾許曼首先提出了有關這部電影的想法，建議將這個阿拉伯故事改編成一個音樂劇形式的動畫電影。在霍華和他的夥伴亞倫·孟肯為這個電影提出了一些基本構想並寫了一些歌曲後，曾經參與《美女與野獸》製作的琳達·伍爾頓（Linda Woolverton）就為這部電影寫出了一個劇本。後來，羅恩·克萊門茨和約翰·馬斯克兩人就投入了導演的行列，並從三部電影中選了《阿拉丁》來製作。另外的兩部則是《天鵝湖》和《森林之王》（後來即演變為《獅子王》）。他們兩位導演就為這個電影擬了一個草案，並呈上了當時迪士尼製片的總理傑佛瑞·凱森柏格審核。不過，一開始傑佛瑞並未同意，覺得草案有不妥之處，但後來經過泰德·艾略德（Ted Elliott）和泰瑞·羅西奧（Terry Rossio）兩人的改寫之後，這個草案終於被同意而可以開始製片。在經過改寫之後，角色阿拉丁的母親被移除了，而茉莉公主的角色地位則被提升許多，另外，阿拉丁的人格則被改得「更頑強一點，要像個年輕的哈里遜·福特」。還有，鸚鵡艾格在製作人員看到《比佛利山超級警探2：轟天雷》中的吉伯特·加德弗萊後，從原本「沉穩、有英國口音、嚴肅」的性格被改為「戲劇性、搞笑」的角色，而吉伯特也被請來擔任艾格的配音。這部電影中部分的角色和劇情元素也有參考之前1940年的電影《月宮寶盒》，但大部分的故事背景都在這部電影中被改變了，如故事發生的地點則由原本的「巴格達」改為某阿拉伯的城市阿格拉巴。

## 票房
《阿拉丁》在影院首次上映前進行了一場大型宣傳活動，電影的預告片附在大多數迪士尼VHS發行的電影中（包括1992年4月的《101忠狗》和當年10月的《美女與野獸》），《阿拉丁》最終於1992年11月25日在1,131家影院上映，首映週末票房收入為1,920萬美元——位居票房第二，僅次於《小鬼當家2：迷失紐約》，這部電影用了八週時間才超越《美女與野獸》成為美國票房最成功的迪士尼動畫電影（直到1994年被《獅子王》超越）。 在美國，《阿拉丁》曾達周末蟬聯冠軍五次，並在其22週的上映期間以3220萬美元的票房，打破美國聖誕節和新年週的票房記錄。最終《阿拉丁》成為1992年最成功的電影，在美國票房獲得2.17億美元，在全球票房超過5.04億美元。在兩年後《獅子王》上映之前，曾是全球總票房收入最高的傳統動畫電影，並且是第一部在美國和加拿大獲得2億美元票房的完整動畫電影。
在美國和加拿大之外，《阿拉丁》在1993年票房收入為2億美元，到1994年1月票房收入則為2.5億美元。在歐洲，《阿拉丁》擊敗《侏羅紀公園》成為該地區的票房領頭軍。《阿拉丁》在南非則創造了開幕週末紀錄。目前《阿拉丁》是全球票房收入第 35 高的動畫電影，也是全球票房收入第三高的傳統動畫電影。

## 評價
《阿拉丁》大獲好評，並獲得大量正面評價，爛番茄根據75條專業評論獲得95%的新鮮度，平均得分8.2/10，該網站的共識是：「《阿拉丁》是迪士尼復興時代一個非常有趣的作品，有著近乎經典的歌曲和一群搶鏡的角色。」。在Metacritic 根據25條專業評論，這部電影平均分為為86分（滿分 100 分），表明「普遍好評」， CinemaScore的觀眾評分則給《阿拉丁》罕見的“A+”評級。
大多數評論稱讚羅賓·威廉斯聲演精靈的角色，《紐約時報》的珍妮特·馬斯林稱：「孩子們不需要明白威廉斯先生在做什麼，也能理解他有多麼有趣。」，罗杰·埃伯特評論道：「羅賓·威廉斯和這部動畫『為彼此而生』。」，華納兄弟卡通片導演查克·琼斯甚至稱這部電影為「有史以來最有趣的故事」。影評人詹姆斯·貝拉迪內利給《阿拉丁》3.5顆星（滿分 4 星），並稱讚該電影：「清晰的視覺效果和美妙的歌舞劇」，滾石樂隊的彼得·特拉弗斯表示，電影中的喜劇元素能夠讓兒童和成人都能看懂這部電影，並與《華盛頓郵報》的德森·湯姆森分享這一願景，特拉维斯還表示：「孩子們仍然會被魔法和冒險吸引」。《綜藝》的布賴恩·洛瑞讚揚了《阿拉丁》的角色陣容，將富有表現力的魔毯描述為「其最了不起的成就」，並認為「《阿拉丁》憑藉純粹的視覺技術，精湛克服了大多數故事的缺陷。」
然而，《阿拉丁》部分劇情在某些方面受到廣泛的批評。《偏锋杂志》的艾德·岡薩雷斯（Ed Gonzalez）寫了一篇負面評論，將這部電影描述為種族主義、荒謬和羅賓·威廉斯的『自戀馬戲團表演』。.羅傑·艾伯特（Roger Ebert）在評論中普遍稱讚這部電影，但認為《阿拉丁》的音樂不如《小美人魚》和《美女與野獸》，並聲稱《阿拉丁》登場的茉莉公主「蒼白而常規」。他批評了他所看到的《阿拉丁》對種族刻板印象的使用，並寫道：「大多數阿拉伯角色都有誇張的面部特徵——鷹鉤鼻子、怒目而視的眉毛、厚嘴唇——但阿拉丁和茉莉公主看起來就像美國的白人青少年。」
近幾年的回顧性評論中，紐約大學中東文化歷史教授艾希·巴爾塔裘格魯布拉瑪（Ayşe Baltacioğlu-Brammer）於2022年在女性時尚媒體雜誌《Glamour_(magazine)》的影音特集，分析電影裡呈現的中東文化，艾希稱裡面多數角色帶著西方人的特徵，阿拉丁、茉莉公主、神燈精靈說話方式則是美國口音，反而是身為反派的賈方和艾格帶有濃厚的中東口音，阿拉丁和茉莉公主在電影裡的穿著，相較與正史上的中東文化過於暴露，她更進一步指出好萊塢當時製片的認知不深，但在製作2019年發行的真人版電影《阿拉丁》時，特別邀請中東和伊斯蘭學者擔任顧問，艾希總結道，美國的電影製片正在從過去的失誤中學習。

### 獎項紀錄
| 獎項和提名名單           | 獎項和提名名單                 | 獎項和提名名單 | 獎項和提名名單       | 獎項和提名名單 | 獎項和提名名單 |
| 獎項                     | 類別                           | 提名 | 結果                 | 備註           |                |
| ------------------------ | ------------------------------ | --- | -------------------- | -------------- | -------------- |
| 第65届奥斯卡金像奖       | 最佳原创音乐                   | 亞倫·孟肯 | 獲獎                 | [ 33 ]         |                |
| 第65届奥斯卡金像奖       | 原创歌曲                       | 《崭新的世界》——作曲：亚伦·孟肯；作词：蒂姆·赖斯 | 獲獎                 | [ 33 ]         |                |
| 第65届奥斯卡金像奖       | 原创歌曲                       | 《Friend Like Me》——作曲：亚伦·孟肯；作词：霍華德·愛許曼 | 提名                 | [ 33 ]         |                |
| 第65届奥斯卡金像奖       | 音效]                          | 特里·波特、梅尔·梅特卡夫、大卫·哈德森和多克·凯恩 | 提名                 | [ 33 ]         |                |
| 第65届奥斯卡金像奖       | 音效剪辑                       | 马克·马基尼 | 提名                 | [ 33 ]         |                |
| 第21届安妮奖             | 最佳動畫片獎                   | 最佳動畫片獎 | 獲獎                 | [ 34 ]         |                |
| ASCAP 影視音樂獎         | 票房最高電影                   | 霍華德·愛許曼、亞倫·孟肯、提姆·萊斯 | 獲獎                 |                |                |
| ASCAP 影視音樂獎         | 電影表演次數最多的歌曲         | 《嶄新的世界》——作曲：亞倫·孟肯；作詞：蒂姆·賴斯 | 獲獎                 |                |                |
| BMI獎                    | 電影音樂獎                     | 亞倫·孟肯 | 獲獎                 |                |                |
| BMI獎                    | 電影表演次數最多的歌曲         | 《嶄新的世界》——作曲：亞倫·孟肯；作詞：蒂姆·賴斯 | 獲獎                 |                |                |
| 第47屆英國影藝學院電影獎 | 最佳原創音樂                   | 亞倫·孟肯 | 提名                 | [ 35 ]         |                |
| 第47屆英國影藝學院電影獎 | 最佳特殊視覺效果               | 唐·保羅、史蒂夫·戈德堡 | 提名                 | [ 35 ]         |                |
| 达拉斯—沃斯堡影评人协会  | 最佳長片                       | 最佳長片 | 提名                 |                |                |
| 达拉斯—沃斯堡影评人协会  | 最佳動畫電影                   | 最佳動畫電影 | 獲獎                 |                |                |
| 第50屆金球獎             | 最佳電影 - 音樂或喜劇          | 最佳電影 - 音樂或喜劇 | 提名                 | [ 36 ]         |                |
| 第50屆金球獎             | 最佳原創配樂                   | 亞倫·孟肯 | 獲獎                 | [ 36 ]         |                |
| 第50屆金球獎             | 最佳原創歌曲                   | 《崭新的世界》——作曲：亚伦·孟肯；作词：蒂姆·赖斯 | 獲獎                 | [ 36 ]         |                |
| 第50屆金球獎             | 最佳原創歌曲                   | 《Friend Like Me》——作曲：亚伦·孟肯；作词：霍華德·愛許曼 | 提名                 | [ 36 ]         |                |
| 第50屆金球獎             | 最佳原創歌曲                   | 《Prince Ali (song)》——作曲：亚伦·孟肯；作词：霍華德·愛許曼 | 提名                 | [ 36 ]         |                |
| 第50屆金球獎             | 特別成就獎                     | 羅賓·威廉斯 | 獲獎                 | [ 36 ]         |                |
| 金捲軸獎                 | 最佳音效編輯 - 動畫長片        | 多克·凯恩、Vince Caro、馬克·曼基尼 | 獲獎                 |                |                |
| 金屏风獎                 | 金屏风獎                       | 金屏风獎 | 獲獎                 |                |                |
| 第36屆葛萊美獎           | 年度紀錄                       | 《崭新的世界》——演唱：皮波·布莱森、瑞姬娜貝爾 | 提名                 | [ 37 ]         |                |
| 第36屆葛萊美獎           | 年度歌曲                       | 《崭新的世界》——作曲：亞倫·孟肯；作詞：蒂姆·賴斯 | 獲獎                 | [ 37 ]         |                |
| 第36屆葛萊美獎           | 最佳流行二重奏或組合演唱       | 《崭新的世界》——演唱：皮波·布萊森、瑞姬娜貝爾 | 獲獎                 | [ 37 ]         |                |
| 第36屆葛萊美獎           | 最佳兒童專輯                   | 《阿拉丁》電影原聲帶 | 獲獎                 | [ 37 ]         |                |
| 第36屆葛萊美獎           | 最佳兒童口語專輯               | 《阿拉丁》聲音與故事劇院 | 提名                 | [ 37 ]         |                |
| 第36屆葛萊美獎           | 為電影或電視創作的最佳器樂作品 | 《阿拉丁》電影原聲帶 – 亞倫·孟肯 | 獲獎                 | [ 37 ]         |                |
| 第36屆葛萊美獎           | 為電影或電視專門寫的最佳歌曲   | 《崭新的世界》——作曲：亞倫·孟肯；作詞：蒂姆·賴斯 | 獲獎                 | [ 37 ]         |                |
| 第36屆葛萊美獎           | 為電影或電視專門寫的最佳歌曲   | 《Friend Like Me》——作曲：亚伦·孟肯；作词：霍華德·愛許曼 | 提名                 | [ 37 ]         |                |
| 雨果獎                   | 最佳戲劇表演                   | 法蘭西斯·格雷巴斯、達羅·盧尼、 Larry Leker, James Fujii、Kirk Hanson、凱文·利瑪、Rebecca Rees David S. Smith, 克里斯·桑德斯, 布萊恩·皮曼特與Patrick A. Ventura | 提名                 | [ 38 ]         |                |
| ICG公關人員獎            | 麥克斯韋溫伯格公關表演獎       | 麥克斯韋溫伯格公關表演獎 | 獲獎                 | [ 39 ]         |                |
| 1992年洛杉磯影評人協會獎 | 最佳動畫                       | 約翰·馬斯克和羅恩·克萊門茨 | 獲獎                 | [ 40 ]         |                |
| MTV電影獎                | 最佳電影                       | 最佳電影 | 提名                 |                |                |
| MTV電影獎                | 最佳喜劇表演                   | 羅賓·威廉斯 | 獲獎                 |                |                |
| MTV電影獎                | 最佳歌曲                       | 《嶄新的世界》——演唱：皮波·布萊森、瑞姬娜貝爾 | 提名                 |                |                |
| 網絡影視協會獎           | 名人堂——電影                   | 名人堂——電影 | Inducted             | [ 41 ]         |                |
| 第9屆卫星奖              | 傑出青年DVD                    | 傑出青年DVD | 提名                 | [ 42 ]         |                |
| 第19屆土星獎(1993)       | 最佳奇幻電影                   | 最佳奇幻電影 | 獲獎                 | [ 43 ]         |                |
| 第19屆土星獎(1993)       | 最佳男配角                     | 羅賓·威廉斯 | 獲獎                 | [ 43 ]         |                |
| 第19屆土星獎(1993)       | 最佳年輕演員                   | 史考特·溫格 | 獲獎                 | [ 43 ]         |                |
| 第19屆土星獎(1993)       | 最佳音樂                       | 亞倫·孟肯 | 提名                 | [ 43 ]         |                |
| 第31屆土星獎(2004)       | 最佳經典電影DVD發行            | 最佳經典電影DVD發行 | 提名                 | [ 43 ]         |                |
| 東南影評人協會獎         | 最佳影片                       | 最佳影片 | 第三名               | [ 44 ]         |                |
| 青年艺术家奖             | 年度傑出家庭娛樂               | 年度傑出家庭娛樂 | 獲獎（與美女与野兽） | [ 45 ]         |                |

這部電影在以下列表中被美國電影協會認可：
- 2000年：AFI百年百大喜劇電影– 提名[46]
- 2004：AFI百年百大电影歌曲：[47]

“Friend Like Me”——提名
“A Whole New World”——提名
- 2006：AFI百年百大歌舞電影- 提名[48]

## 發行
這部電影於2004年首次发行DVD版本，在台湾、香港分别由博伟家庭娱乐、洲立发行（2014年发布的修复版和蓝光版以及2019年发布的4K超高清版改由华特迪士尼工作室家庭娱乐发行）。在中國大陆則由中录德加拉于2005年发行。电影原声带在中國大陸和台灣由滚石唱片发行后，EMI、艾迴則分別再度發行。2016年中国中央电视台重新配音，并在中国中央电视台电影频道播放。

## 衍生作品

### 續集電影
兩部以錄影帶首映方式發行的電影：
- 1994年5月20日，《賈方復仇記》（Aladdin: The Return of Jafar）

- 1996年8月13日，《阿拉丁和大盜之王》（Aladdin and the King of Thieves）

### 動畫影集
- 《阿拉丁》：《賈方復仇記》后的衍生作品。1994年9月5日至1995年11月25日首播，全86集。

### 真人版
- 《阿拉丁》：2019年迪士尼翻拍自动画版本的真人版，由盖·里奇指导。

## 外部連結
- 阿拉丁官方網站 （页面存档备份，存于）
- 阿拉丁官方的Facebook專頁
- 互联网电影数据库（IMDb）上《阿拉丁》的资料（英文）
- AllMovie上《阿拉丁》的资料（英文）
- Box Office Mojo上《阿拉丁》的資料（英文）
- 爛番茄上《阿拉丁》的資料（英文）
- 開眼電影網上《阿拉丁》的資料（繁體中文）
- 豆瓣电影上《阿拉丁》的資料 （简体中文）
- 时光网上《阿拉丁》的資料（简体中文）